# イスロム・トフタホジャエフ
イスロム・トフタホジャエフ（ウズベク語: Islom Toʻxtaxoʻjayev, Ислом Тўхтахўжаев、1989年10月30日 - ）は、ウズベキスタンのサッカー選手。元ウズベキスタン代表。ポジションはDF。

## クラブ歴
2009年にネフチ・フェルガナで選手となった。2012年にPFCロコモティフ・タシュケントに移籍。
2020年に中国サッカー・甲級リーグに昇格した遼寧瀋陽城市足球倶楽部に移籍した。

## 代表歴
アンダー代表としてAFC U-19選手権2009に参加した。
A代表としても出場しており、AFCアジアカップ2015、AFCアジアカップ2019などに出場した。